# Tenzing Norgay
Tenzing Norgay, rojen Namgyal Wangdi, Šerpa z nepalskim in indijskim državljanstvom, * 15. maj 1914, dolina Khumbu, Nepal ali dolina Kharta, Tibet, † 9. maj 1986, Dardžiling,  Zahodna Bengalija, Indija. 
Z Novozelandcem Edmundom Percivalom Hillaryjem osvajalec Everesta 29. maja 1953.

## Zgodnje življenje in družina
Podatki o njegovem otroštvu so si pogosto nasprotujoči, predvsem zaradi pomanjkanja uradnih dokumentov. V svoji avtobiografiji je za rojstni kraj navedel vas Tame v dolini Khumbu, Nepal. Tudi glede na zapise njegovega sina Džamlinga je vas Tame navedena kot rojstni kraj, vendar omenja njegovo izjavo nepalskim oblastem, da ga je rodil Nepal, oziroma se je tja zgodaj preselil. Po kasnejših raziskavah se je rodil čez mejo v Tibetu, vendar so ga starši potem, ko jim je bolezen zdesetkala čredo jakov, prodali v nepalski Tame. Rodil se je kot Namgyal Wangdi, enajsti od trinajstih otrok, vendar se je preimenoval po nasvetu lame rongbuškega samostana. Dan rojstva ni uradno zabeležen, vsekakor se je rodil pozno maja v letu zajca (1914), kasneje je rojstni dan praznoval na dan osvojitve Everesta, 29.5.
V mladosti je bil za kratek čas menih, v iskanju dela se je večkrat selil po Nepalu, Indiji in Pakistanu, ustalil se je v Dardžilingu (Zahodna Bengalija, Indija). Trikrat je bil poročen, s prvo ženo Dawo Phuti († 1944) je imel tri otroke, z drugo ženo Ang Lahmu ni imel otrok, zato se je v skladu z običajem (poligamija) poročil še z Dakku, s katero je imel štiri otroke. Tenzing je bil nepismen, vendar se je poleg šerpovščine in tibetanščine tekom življenja naučil tudi nepalščine, hindijščine, angleščine in delno bengalščine.

## Kariera
Že pri devetnajstih je začel delati kot nosač, leta 1935 se je pridružil ogledni odpravi Erica Shiptona na Everest in zatem še dvema britanskima odpravama, ki sta poskušali osvojiti sam vrh s tibetanske strani. Sodeloval je tudi na odpravah na druge vrhove, v času druge svetovne vojne je živel v Pakistanu, v Dardžiling se je vrnil po smrti prve žene takoj po osamosvojitvi in razdelitvi Indije in Pakistana leta 1947.
Istega leta je z Earlom Denmanom znova poskušal osvojiti Everest preko nelegalnega vstopa v tedaj zaprti Tibet. Leta 1952 je s švicarsko odpravo poskusil dvakrat, spomladi in jeseni iz Nepala, ki je takrat odprl meje za tujce. Z Raymondom Lambertom sta v navezi dosegla do takrat rekordno višino ~8600 m, vendar sta se bila prisiljena obrniti.
Naslednje leto ga je na britansko odpravo povabil John Hunt. To je bil Tenzigov sedmi in, kot je obljubil družini, zadnji poskus. V navezi s Hillaryjem sta 8848 m visoki vrh s pomočjo dodatnega kisika dosegla 29.5.1953 ob 11:30. Hillary je posnel tri fotografije Tenziga na vrhu. Ena od teh treh fotografij  je dostopna samo na angleški wikipediji. Fotografij z vrha Everesta, na katerih bi bil Hillary ni, ker Tenzing tedaj ni znal uporabljati fotoaparata.

## Po Everestu
Za uspešno odpravo je Tenzing prejel številna priznanja in odlikovanja, kraljica Elizabeta II. ga je odlikovala z Jurijevo medaljo (George Medal), najvišjim državnim odlikovanjem, ki ga lahko prejmejo tujci. Indijski premier Džavaharlal Nehru mu je podelil odlikovanje Padma Bhushan, nepalski kralj Tribhuvan pa Nepalsko zvezdo (Supradipta-Manyabara-Nepal-Tara). Po njem so poimenovali šole, ulice, letališče Tenzing-Hillary in asteroid 6481 Tenzing. Nekateri hindujci so ga častili kot reinkarnacijo boga Šive, saj naj bi samo njegova noga lahko stopila na vrh Everesta.
Kasneje je sodeloval v odpravah po celem svetu v okviru podjetja Mountain travel, bil je ustanovitelj in direktor Himalajskega gorniškega instituta (Himalayan mountaineering institute) in podjetja Tenzing Norgay adventures, ki organizira trekinge po Himalaji. Umrl je v Dardžilingu v starosti 71 let, pogreba se je udeležil tudi Hillary.